# Huehuecoyotl

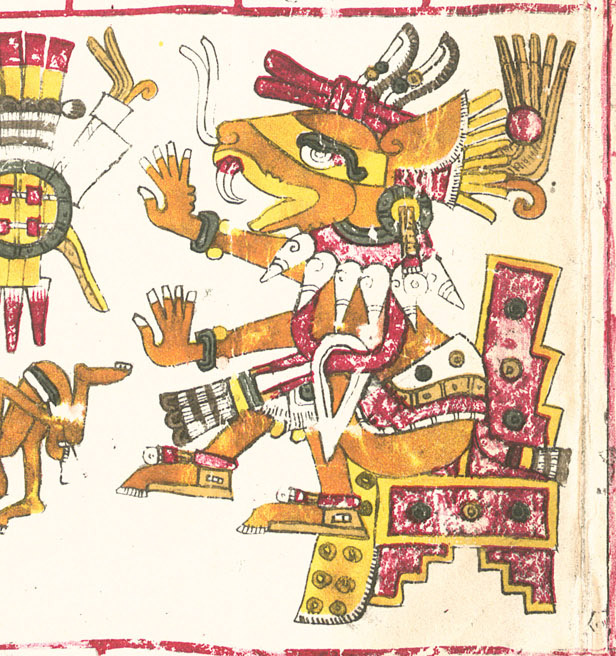
Huehuecoyotl descrit al Còdex Borgia.

Huehuecoyotl o també "Ueuecoyotl" (en náhuatl: huehuecoyotl, «coiot vell» «huehue: vell; coyotl: coiot») a la mitologia asteca és el déu de les arts, senyor de la música i de la dansa cerimonial, guia de l'adultesa i de l'adolescència.

## Representació i associacions
Al Còdex Borbònic és representat com un coiot ballant amb mans i peus humans, acompanyat per uns platerets. Huehuecóyotl comparteix moltes característiques amb el tòpic del coiot estafador de les tribus nord-americanes, incloent en la narració i el cant coral. En ambdues cultures és un bromista, els trucs del qual sovint són jugats sobre altres déus, però amb freqüència fallen, causant més problema a ell que a les víctimes. Déu festós, fins i tot es deia que instigava guerres entre humans per alleugerir el seu avorriment. Ell és part de la família de déus de la civilització asteca de Tezcatlipōca, i té els seus poders per transformar-se. Els que tenien mals auguris dels déus de vegades apel·laven a Huehuecóyotl per mitigar o invertir el seu destí.
El nom de «coiot vell» té una connotació positiva perquè en la cultura asteca els coiots eren el símbol de l'astúcia, de la saviesa mundana, del pragmatisme i de la bellesa masculina. El prefix] huehue que significa «molt vell» a Náhuatl era utilitzat en la mitologia asteca per al·ludir a la saviesa, els coneixements filosòfics relacionats amb l'experiència i l'edat. Encara que en general Huehuecoyotl apareix com a home, té la capacitat de canviar de gènere -com molts dels fills de Tezcatlipoca. Se l'associa també amb la indulgència, la sexualitat masculina, la bona sort i la narració d'històries. Una dels seus principals consorts era Temazcalteci (o Temaxcaltechi), la deessa dels temazcales o banys de vapor. Una altra dels seus amants era Xochiquetzal, la deessa de l'amor, de la bellesa, de la sexualitat femenina, les prostitutes, les mares joves i les flors. Els seus amants masculins eren Opochtli, el déu esquerrà de la cacera i la pesca i Xochipilli el déu de les arts, els jocs i patró dels homosexuals i de la prostitució masculina. Es podria dir que Huehuecoyotl era o és bisexual o pansexual.
De totes les deïtats mexiques, Huehuecoyotl representava la dualitat en termes del bé i el mal, així com l'equilibri entre el vell i el nou, el mundà i l'espiritualitat, el masculí i el femení, la joventut i la vellesa.
- El dia sagrat Cuetzpallin (en posició quarta de la tretzena) pertanyia a Huehuecoyotl.
- És associat sovint amb Xolotl.